# Marxist Communist Party of India
Marxist Communist Party of India, utbrytargrupp ur Communist Party of India (Marxist). Partiets generalsekreterare är Jagjit Singh Lyallpuri.
MCPI är aktivt i bland annat Andhra Pradesh, Bihar, Punjab, Västbengalen och Rajasthan.
Partiets viktigaste massorganisationer är 
- All India Centre for Trade Unions (AICTU)
- All India Federation of Democratic Youth (AIFDY)
- All India Federation of Democratic Women (AIFDW)

Inför valet till Lok Sabha 2004 ingick MCPI i den front som bildats av Communist Party of India (Marxist-Leninist) Red Flag och Communist Party of India (Marxist-Leninist).
Valresultat från val till Lok Sabha
- 2004: 4 kandidater från Andhra Pradesh[1]
- 1999: 7 kandidater från Andhra Pradesh, totalt 120 220 röster
- 1998: 2 kandidater från Andhra Pradesh, totalt 24 417 röster
- 1996: 2 kandidater från Andhra Pradesh, totalt 33 900 röster
- 1991: 4 kandidater från Andhra Pradesh, 1 från Västbengalen, totalt 43 085 röster
- 1989: 3 kandidater från Andhra Pradesh, totalt 100 300 röster

Delstatsval:
- Andhra Pradesh 1999: 74 kandidater, totalt 132 601 röster
- Bihar 2000: 6 kandidater, 8861 röster
- Rajasthan 2003: 1 kandidat, 2 111 röster
- Rajasthan 1998:2 kandidater, totalt 542 röster
- Västbengalen 2001: 1 kandidat, 2 014 röster